# 小林悠梨
小林 悠梨（こばやし ゆうり、1988年8月7日 - ）は、岡山県岡山市出身の女子プロボクサー。グリーンツダボクシングクラブ所属。アトム級。岡山学芸館高等学校卒業。

## 来歴
JWBC時代の2006年10月1日、女子高生ボクサーとして明麿（あっき）戦でプロデビュー、判定勝利を飾る。2007年は神田桃子と2戦連続引き分け。
JBC女子公認後、フジワラボクシングジムから真正ボクシングジムへ移籍。2008年2月28日に第1回JBC女子C級プロテストを受験し、最年少の合格者となった（4月に黒木優子に更新され、現在の最年少記録は山田紗暉）。
5月9日、JBC初の女子公式試合「G Legend」にて大内さくらと対戦、判定負け。しかし、9月15日に後の世界チャンピオン安藤麻里に勝利。
2010年4月の花形冴美に敗戦後、グリーンツダジムへ移籍。
12月15日、移籍後初試合として後の世界チャンピオン宮尾綾香と対戦も0-3判定負け。その後1年以上のブランク。
2012年12月15日、トライアルマッチからプロ入りを果たした橋本由貴子と対戦するが、引き分け。

## 戦績
- プロボクシング:11戦 4勝 3敗 4分
- JBC公認後:8戦 3勝 3敗 2分

| 戦           | 日付           | 勝敗 | 時間 | 内容    | 対戦相手                   | 国籍 | 備考           |
| ------------ | -------------- | ---- | ---- | ------- | -------------------------- | ---- | -------------- |
| 1            | 2006年10月1日  | 勝利 | 4R   | 判定3-0 | 明麿                       | 日本 | プロデビュー戦 |
| 2            | 2007年5月13日  | 引分 | 4R   | 判定0-1 | 神田桃子(山木)             | 日本 |                |
| 3            | 2007年11月18日 | 引分 | 4R   | 判定1-1 | 神田桃子(山木)             | 日本 |                |
| 4            | 2008年5月9日   | 敗北 | 4R   | 判定0-3 | 大内さくら(シャイアン山本) | 日本 |                |
| 5            | 2008年9月15日  | 勝利 | 4R   | 判定2-1 | 安藤麻里(フュチュール)     | 日本 |                |
| 6            | 2008年12月14日 | 勝利 | 4R   | 判定3-0 | 田中奈浦子(フュチュール)   | 日本 |                |
| 7            | 2009年5月31日  | 引分 | 4R   | 判定1-1 | 田中奈浦子(フュチュール)   | 日本 |                |
| 8            | 2009年12月18日 | 勝利 | 4R   | 判定3-0 | 木下春江(東海)             | 日本 |                |
| 9            | 2010年4月4日   | 敗北 | 4R   | 判定1-2 | 花形冴美(花形)             | 日本 |                |
| 10           | 2010年12月15日 | 敗北 | 4R   | 判定0-3 | 宮尾綾香(大橋)             | 日本 |                |
| 11           | 2012年3月20日  | 引分 | 4R   | 判定1-0 | 橋本由貴子(陽光アダチ)     | 日本 |                |
| テンプレート |                |      |      |         |                            |      |                |